# Arycanda pervasata
Arycanda pervasata là một loài bướm đêm trong họ Geometridae.